# Beaumont-la-Ronce
Beaumont-la-Ronce foi uma comuna francesa na região administrativa do Centro, no departamento Indre-et-Loire. Estendia-se por uma área de 39,17 km². Em 2010 a comuna tinha 1 730 habitantes (densidade: 44,2 hab./km²).
Em 1 de janeiro de 2017, passou a formar parte da nova comuna de Beaumont-Louestault.